# ميلان بيجوفيتش
ميلان بيجوفيتش (بالكرواتية: Milan Begović)‏ هو كاتب كرواتي، ولد في 19 يناير 1876 في فرليكا في كرواتيا، وتوفي في 13 مايو 1948 في زغرب في كرواتيا.

## وصلات خارجية
- ميلان بيجوفيتش على موقع IMDb (الإنجليزية)
- ميلان بيجوفيتش على موقع قاعدة بيانات الفيلم (الإنجليزية)